# Clarkia lingulata
Clarkia lingulata är en dunörtsväxtart som beskrevs av H. och M. Lewis. Clarkia lingulata ingår i släktet clarkior, och familjen dunörtsväxter. Inga underarter finns listade i Catalogue of Life.